# L'amore non ha confini
L'amore non ha confini è il primo cortometraggio scritto e diretto da Paolo Sorrentino, nel 1998.

## Trama
Beato Trepiedi, killer napoletano quarantenne, un giorno viene convocato dal Mahatma, noto boss della malavita che vive rinchiuso in un bunker. Il boss gli assegna il compito di individuare chi, fra i quattro fidati collaboratori, lo ha tradito. In quest'occasione Beato incontrerà un suo vecchio e indimenticato amore.